# Sanja Gommans
Sanja Gommans (née Bursać) est une joueuse serbe de volley-ball née le 10 janvier 1990 à Belgrade. Elle mesure 1,78 m et joue au poste de réceptionneuse-attaquante. Elle totalise 39 sélections en équipe de Serbie.

## Biographie
Elle a commencé à jouer au volley-ball quand elle avait 7 ans au OK Obilić Belgrade. En 2003, elle est sélectionnée pour la première fois en équipe cadette de Serbie puis en 2009, elle connait sa première sélection en équipe de Serbie senior.
Capitaine des Neptunes de Nantes, club français avec lequel elle s'est engagée en 2020, elle prolonge son contrat pour une troisième saison.

## Vie privée
Son mari est le volleyeur international néerlandais Ewoud Gommans.

## Clubs
| Club                    | De        | À         |
| ----------------------- | --------- | --------- |
| OK Obilić Belgrade      | 1997-1998 | 2004-2005 |
| Postar 064 Belgrade     | 2005-2006 | 2008-2009 |
| ES Le Cannet-Rocheville | 2009-2010 | 2013-2014 |
| Racing Club de Cannes   | 2014-2015 | 2016-2017 |
| Guangdong Evergrande    | 2017-2018 | 2017-2018 |
| Békéscsabai RSE         | mars 2019 | juin 2019 |
| CV Alba-Blaj            | 2019-2020 | 2019-2020 |
| Volley-Ball Nantes      | 2020-2021 | en cours  |

## Palmarès

### Équipe nationale
- Championnat d'Europe des moins de 18 ans
  - Finaliste : 2007
- Ligue européenne (1)
  - Vainqueur : 2009
- Universiade d'été
  - Finaliste : 2009

### Clubs
- Championnat de Serbie (4)
  - Vainqueur : 2006, 2007, 2008, 2009
- Coupe de Serbie (4)
  - Vainqueur : 2006, 2007, 2008, 2009
- Coupe de France (1)
  - Vainqueur : 2016.
  - Finaliste : 2011, 2015.
- Championnat de France (1)
  - Vainqueur : 2015.
  - Finaliste : 2016.
- Supercoupe de France
  - Finaliste : 2015, 2016.

- Coupe de Hongrie
  - Finaliste : 2019.

- Championnat de Roumanie (1)
  - Vainqueur : 2020.

### Distinctions individuelles
en club :
- Top volley international 2014-2015 : Meilleure réceptionneuse.